# Казьменко, Владимир Александрович
Владимир Александрович Казьменко (род. 27 сентября 1975, Ростов-на-Дону) — российский футбольный судья, арбитр ФИФА
Работать главным судьёй на профессиональном уровне начал в 2002 году. Первый матч в премьер-лиге отработал 26 апреля 2009 — «Москва» — «Томь» (2:1). Всего в качестве главного судьи провёл 59 матчей чемпионата России в 2009—2014 годах. С 2011 года являлся арбитром ФИФА. Был резервным судьёй на финале Кубка России 2009/10.
В начале апреля 2014 решением Департамента судейства и инспектирования РФС был отстранён от работы до конца сезона в связи с низкой квалификацией и вскоре завершил карьеру.
Работал инспектором на матчах первенства ПФЛ. С марта 2018 — руководитель Центра судейства ЮФО-СКФО.